# Paleotrema
Paleotrema is een geslacht van zee-egels uit de familie Palaeotropidae.

## Soorten
- Paleotrema loveni (A. Agassiz, 1879)
- Paleotrema ovatum (Koehler, 1914)